# Bousculade du Hajj en 2005
La bousculade du Hajj en 2005 est une bousculade qui s'est produite le 22 janvier 2005 à La Mecque, en Arabie saoudite, lors du pèlerinage du Hajj. Il a provoqué la mort de trois pèlerins musulmans,.
Le nombre réduit de victimes s'explique par des travaux de sécurisation entrepris l'année précédente.